# Ulodesmus bothae
Ulodesmus bothae är en mångfotingart som först beskrevs av Lawrence 1958.  Ulodesmus bothae ingår i släktet Ulodesmus och familjen Gomphodesmidae. Inga underarter finns listade i Catalogue of Life.